# 秀昌里
秀昌里為學甲區一個里，地理位置位於將軍溪上方。

## 歷史沿革
秀昌里由舊「一秀里」和「煥昌里」組成。2006年2月1日行政區域調整，將一秀里與煥昌里合併為秀昌里。

### 一秀里
在學甲鎮內西北部，舊稱「後社」。此地為學甲區大蒜和蔥的集散地。以前為西拉雅平埔族「學甲社」舊地，日治時期為「學甲一保」，庄內有四廟：主祀廣澤尊王的聖和宮；主祀李府千歲的西龍宮；主祀李鐵拐的仙祖廟和主祀保生大帝的集和宮。戰後由從「學甲一保」改為「一秀」，為「一保秀麗」的意思」，1968因學甲升格為鎮更改為「一秀里」。

### 煥昌里
舊稱「七塊厝」，為福建泉州李煥昌所開墾，日治時期稱為「學甲四保」，因開基祖為李煥昌而命名為「煥昌村」，1968因學甲升格為鎮更改為「煥昌里」。

## 教育

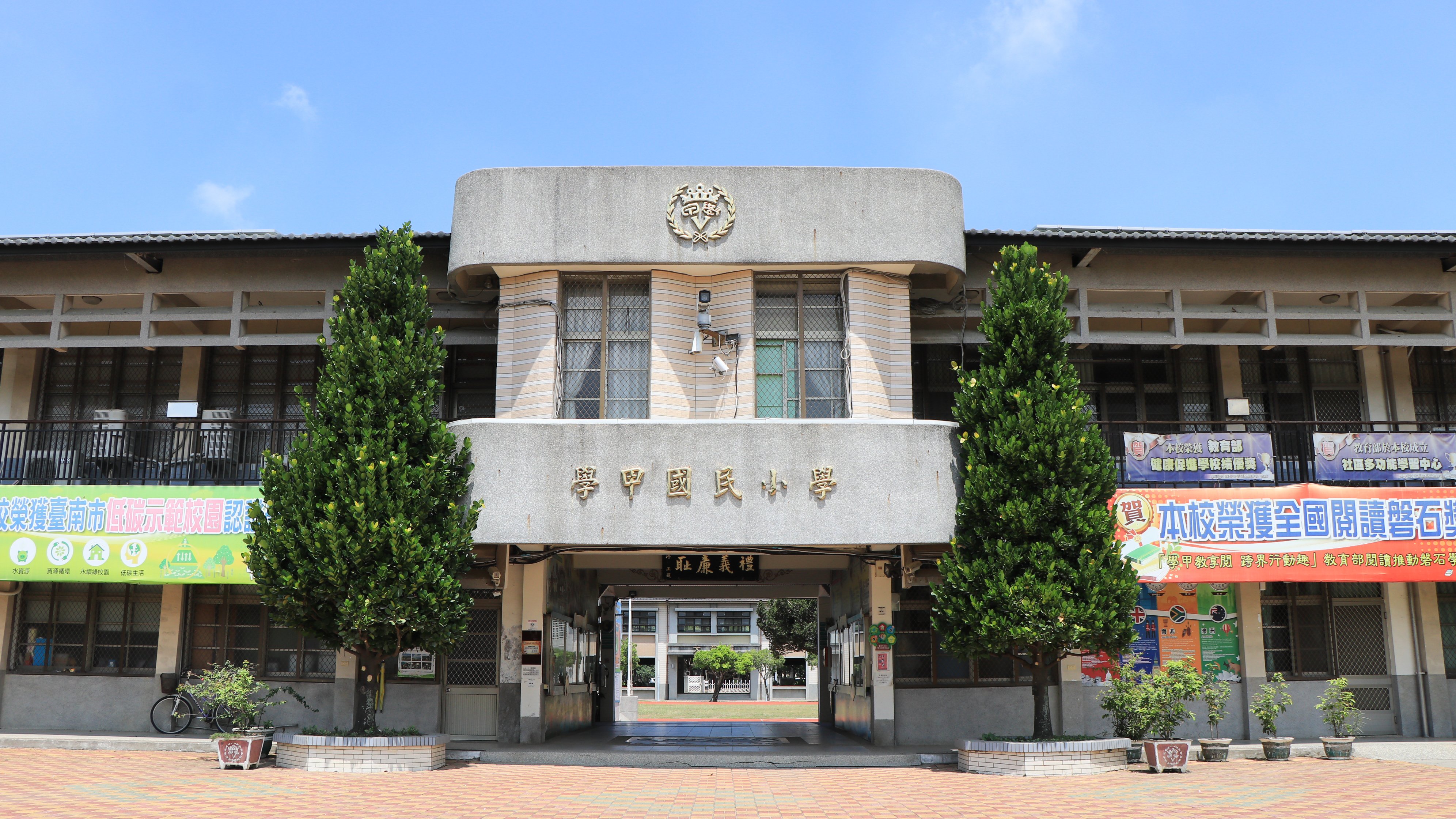
學甲國民小學

- 學甲國民小學：1905年奉准設校，定名為「學甲公學校」。1941年校名改為「學甲國民學校」；1968年奉令改制，校名為「學甲國民小學」。[3]
- 學甲幼兒園：原為臺南縣學甲鎮立托兒所，於民國101年幼托整合改制為臺南市立學甲幼兒園。[4]

## 信仰
- 學甲新筏仔頭巡安宮：約建於1978年，主祀舜府千歲，主神舜府千歲姓舜諱華，晉朝時人，相傳為舜帝之嫡裔，為官剛正不阿，愛民如子，死後受封為神。道光年間(約1821年-1850年間)降臨「筏仔頭」舊地，在南鯤鯓代天府五府千歲指示之下，居民初期以香火書寫舜府千歲名號參拜，因神威顯赫，居民集資裝塑金身，在此地祭祀。廟宇竣工後，正式命名為「巡安宮」[5]
- 學甲後社角西龍宮李府千歲：主祀李府千歲。[6]
- 學甲後社角集和宮：約建於1827年，為十姓（本角主要十大姓氏居民）公廟，主祀保生大帝係分自學甲慈濟宮。

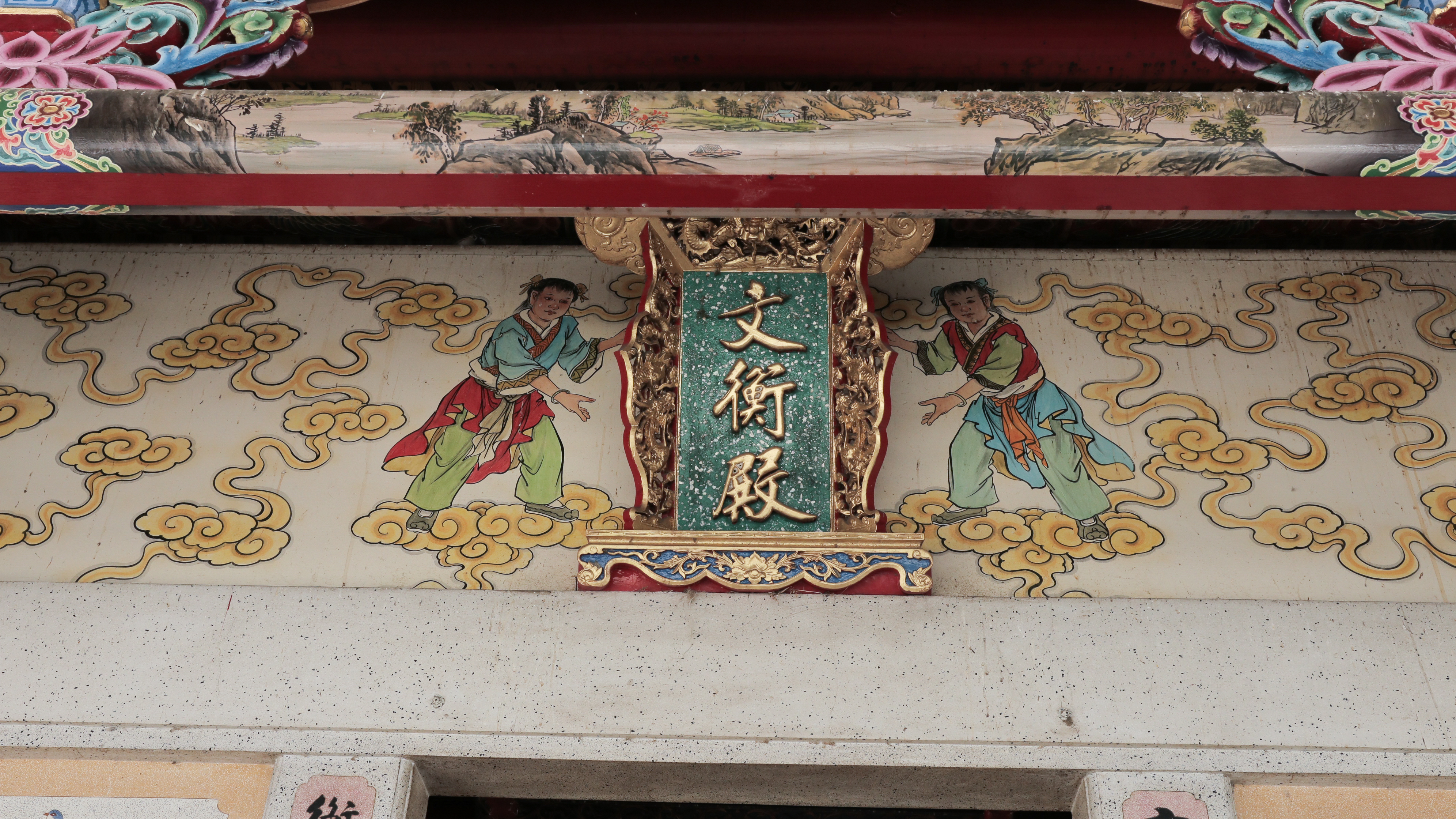
學甲煥昌文衡殿

- 學甲後社角聖和宮：主祀廣澤尊王，主神廣澤尊王由先民自大陸迎請鳳山寺神像（廣澤尊王三太保）率渡偕往。[7]
- 學甲煥昌文衡殿：主祀關聖帝君，文衡殿關聖帝君為秀昌里渡台始祖李煥昌自福建宗州府南安縣深潭里十八都帶至台灣之保護神。
- 鎮壽殿：主祀五穀仙帝，新營市鎮南殿爐主賴清全，因在學甲經商，便迎請新營鎮南殿神農大帝金身前來。[8]

## 建設
- 下溪洲抽水站
- 法源抽水站
- 學甲區垃圾衛生掩埋場
- 學甲畜禽光電廠

## 景點
- 鼎農村試驗教育基地：以一棟閩南式三合院為基地，舉辦生態教育、鄉村教育等活動。
- 學甲區親子森林公園